# Raimond de Salg
Raimond de Salg, né v. 1300 au château de Salgues en Quercy, et  mort en juin 1375, est un prélat français  du XIVe siècle. 

## Biographie
Raimond de Salgues étudie à l'université d'Orléans. Il y devient professeur de droit canonique et, pendant quelques mois, recteur de l'université. Il se rend ensuite à Lyon où il est official de Notre-Dame en 1348. Il enseigne le droit canonique à la Faculté de Paris. 
Raimond de Salg est doyen de Paris. Il est évêque d'Elne de 1357 à 1361 et est transféré d'Elne à Embrun en 1361. Il devient administrateur de l'église d'Agen en 1364 et est créé aussi patriarche latin d'Antioche la même année.
Raimond de Salgues est l'auteur de plusieurs écrits, notamment les Casus breves sur les décrétales, où les principes du droit sont ramenés à des formules assez brèves. Raymond de Salgues est aussi l'auteur d'une Manifestatio secretorum Decreti, imprimée à la fin du XVe siècle, à l'usage des prédicateurs.